# 4.1 Miles
4.1 Miles é um filme-documentário em curta-metragem estadunidense de 2016 dirigido por Daphne Matziaraki, que segue a história do trabalho de um capitão grego durante a crise migratória na Europa. Foi indicado ao Oscar de melhor documentário de curta-metragem na edição de 2017.